# 黑顶鹛莺
，是雀形目莺鹛科的一种鸟类。

## 特征
黑顶鹛莺体重约29.64克，翼长约80.6毫米，嘴峰长约15.6毫米，喙宽度约4.5毫米，喙厚度约4.5毫米，跗蹠长约22.8毫米，尾长约80.6毫米。黑顶鹛莺是部分迁徙的鸟类，其栖息在半开放的高大树木组成的森林中，食性为杂食性，主要食物来源是水果。

## 分布
南非东部（南至东开普省中部）和斯威士兰西部。